# Afton (Wyoming)
Pour les articles homonymes, voir Afton.
Afton est une ville du comté de Lincoln dans le Wyoming, aux États-Unis.

## Personnalités
Rulon Gardner (1971-), champion olympique de lutte en 2000.